# Ridolini (fumetto)
Ridolini è stata una serie a fumetti umoristica pubblicata in Italia negli anna quaranta e cinquanta dalle edizioni Torelli. Fu uno dei principali successi dell'editore.

## Storia editoriale
La serie esordì nel 1948 e venne pubblicata fino al 1952, suddivisa in tre serie per complessivi 178 numeri. La prima venne scritta inizialmente dallo stesso editore Tristano Torelli e disegnata da Paolo Piffarerio; in appendice venne pubblicata la serie di Rage L’invisibile realizzata da Mario Uggeri; si interruppe col n.028 per farne esordire una in formato a striscia dalla settimana successiva; la nuova serie venne scritta sempre da Torelli ma con la collaborazione del disegnatore Piffarerio e con altri sceneggiatori con in appendice storie in prosa di genere avventuroso scritte da Renzo Barbieri; la terza serie venne realizzata dallo stesso gruppo di sceneggiatori della seconda e disegnata da Paolo Piffarerio alternato con altri autori non indicati.